# Русские свадебные обряды

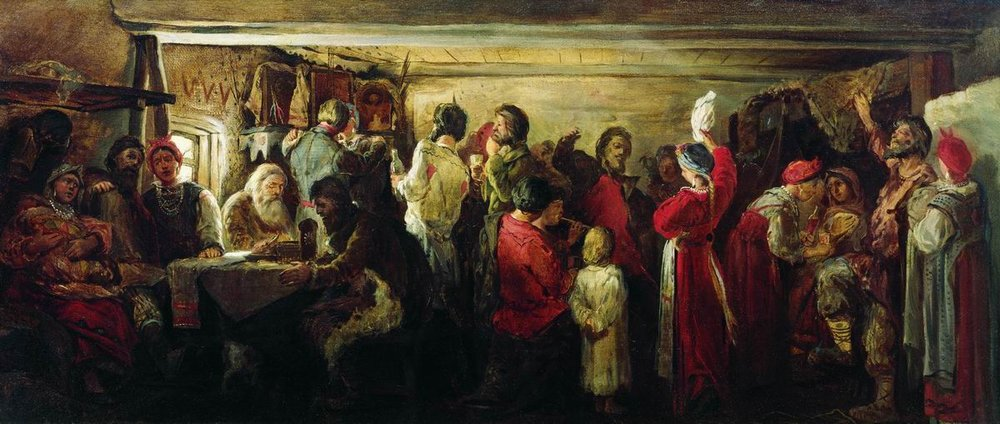
А. П. Рябушкин, «Крестьянская свадьба в Тамбовской губернии» (1880)

Русские свадебные обряды — система традиционных обрядов, сопровождающих заключение брака. Является важнейшим элементом русской культуры. У русских свадьба как система обрядов, закрепляющих брак, сложилась примерно к XV веку.
В свадебном обряде сочетаются языковой, фольклорно-поэтический, ритуальный, музыкальный, изобразительный и другие планы. Ритуальную функцию могут иметь действия и предметы, которые в них участвуют, а также исполнители этих действий. Русские свадебные обряды имеют свои особенности в разных регионах: на севере России «музыкальная» часть состоит почти полностью из причетов, а на юге — из весёлых песен, роль причета там скорее формальна. При этом всегда обряд представляет собой не произвольный набор песен и обрядовых действий, а стройно организованную систему.

## Сложение традиции
У русского свадебного обряда давняя история. О нём упоминается в древних письменных памятниках и документах («Повесть временных лет», «Русская правда», «Правда Ярослава», «Устав Владимира Всеволодовича», «Заповеди митрополита Георгия», «Домострой» и др.). Также свадебные обряды описаны в заметках иностранных дипломатов, путешественников и торговцев. Основные обряды свадьбы (сватовство, сговор, обручение, приезд жениха за невестой, венчание, пир, обряд брачной ночи, последующее гуляние) сохранялись до XVII века. Обряд предполагал целый комплекс особых по роли и значимости мероприятий, следовавших в определённом порядке.

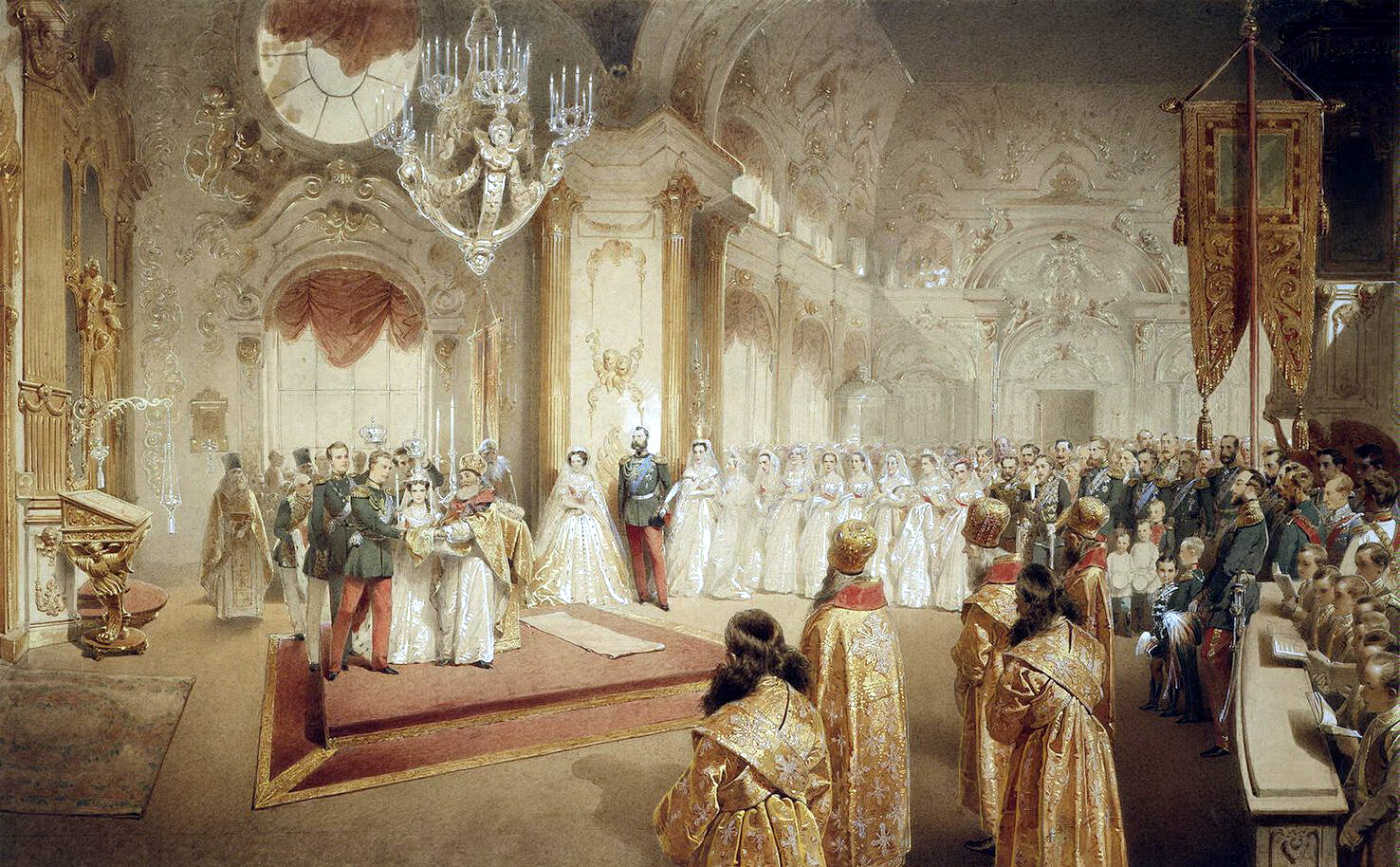
Михай Зичи "Свадьба великого князя Александра Александровича и великой княгини Марии Фёдоровны« (1867) 28 октября 1866 года в Соборе Зимнего дворцаначались свадебные застолья

С реформами Петра I в русскую культуру проник элемент западной свадебной традиции, исключавший смотрины, посад, расплетение косы невесты и смену её головного убора, осыпание молодых зерном и хмелем и ряд других. Европейский образец приживался лишь в среде петербургской знати, значительная часть остального общества (особенно крестьянство) продолжала следовать традиционному свадебному обычаю. С течением времени и изменением социально-экономического положения дворяне, зажиточное купечество, духовенство, мещане отходили от традиционной обрядности. Несмотря на сохранение крестьянами свадебных обычаев, обряд в XVIII—XIX веках развивался, меняя устаревшие ритуалы на более значимые.
Свадебный обряд XIX века соединил языческие верования (выстрелы из ружей, подметание дороги веником, втыкание иголок в подол рубахи невесты) и христианство (моление, иконы, венчание). В XIX веке русская свадьба приобрела многообразие в связи с изменением социокультурных особенностей, расселением русского народа на обширные территории и его контактами с другими народами. На основе ряда признаков определяются территориальные варианты свадеб — западнорусский, поволжский, уральский и др. Выделяются два основных типа свадебного действа:
- свадьба-похороны (свадьба Русского Севера): печальный характер обрядов, причитания женщин, обряды перехода невесты в новый статус.
- свадьба-веселье (свадьба западного и южного регионов Европейской России): праздничный настрой, меньше причитаний, каравайный обряд с исполнением каравайных песен, обряды со свадебным деревцем-красотой.

## Брак у славян
У славян брак являлся одним из важнейших социальных институтов. Заключение брака сопровождалось многочисленными обрядами, было наполнено определёнными мотивами и символами.

### Добрачный период
Молодёжь брачного возраста объединялась в группы, что сопровождалось ритуалом. Знакомства происходили во время престольных праздников, свадеб, ярмарок, совместных артельных работ, в хороводах, на посиделках. Разнообразными были знаки взаимной симпатии: парень вручал яблоко с монетой (серб.), забирал цветок с её головы, платок из-за пояса, вручал голое веретено в надежде получить его обратно с пряжей, просил напиться из её ведра (болг., укр.). Девушка посылала парню букетик (болг.), пасхальное яйцо (з.-укр, словац.), перо на шляпу (словац.). Парень надевал на палец девушке соломенное кольцо (пол.), ставил у её дома майское дерево (пол., чеш., словац.) или приносил к её дому зелёные ветки и украшенные стволы деревьев (словен., хорв.), усаживался на колени к девушке, передавал ей денежный задаток (с.-рус). Ухаживание зимой происходило на совместных праздничных посиделках, супрядках за работой, летом на уличных гуляниях. Свободные отношения, вплоть до интимных, между парнями и девушками допускались в России, Белоруссии, Полесье, отчасти на Украине, в Словакии, Хорватии и Сербии. Однако в большинстве районов до утраты невинности дело доходило редко, особенно там, где девственность невесты подвергалась ритуальной проверке в свадебном обряде. В России, особенно на севере, в Сербии, Черногории, Боснии и Герцеговине, Хорватии, Словении известны ярмарки или выставки невест, на которых парни, иногда с матерями, выбирали себе невест. При выборе невесты, а особенно жениха, определяющим было мнение родителей.

### Способы заключения брака
Первые сведения о брачных обычаях древних славян относятся к VI—IX векам. В летописных сводах (древнейших письменных свидетельствах) упоминаются виды брака (или формы заключения брака), свойственные разным славянским племенам:
- умыкание, увод (то есть похищение), вероятно, устраивалось весной и представляло важный аспект древнего культа. О популярности среди славян игрищ, где можно познакомиться и „поимать“ (взять, договориться, сосвататься), „умчать“ девицу говорят „Слово о твари“ (XI век), „Устав святого Владимира“ (X—XI века), „Устав князя Ярослава Владимировича“ (XI век) и др.[2]. В „Повести временных лет“ (XII век) Нестор Летописец отметил[4]:

А древляне ... умыкали девиц у воды. А радимичи, вятичи и северяне ... устраивались игрища между сёлами, и сходились на эти игрища, на пляски и на всякие бесовские песни, и здесь умыкали себе жён по сговору с ними... Этого же обычая держались и кривичи, и прочие язычники, не знающие закона Божьего, но сами себе устанавливающие закон.
Насильственное умыкание невесты сохранилось среди славян и после принятия христианства, отрицательного отношения церкви и установленного штрафа. Сохранился обычай в средневековой Польше, у чехов до XVI века, у украинцев до XVII века. Распространено мнимое похищение (самоходкой) — по взаимной договорённости парня и девушки против воли родителей невесты или с их тайного согласия (чтобы избежать расходов) или же самовольный уход девушки к жениху. На западе Болгарии инсценировали похищение невесты, веря, что это сулит богатый урожай. Умыкание легло в основу охотничьей и военной символики, отражённой в свадебном обряде: убегания невесты от жениха (вокруг стола, в поле, на чердак) накануне свадьбы, а также в терминологии: архангельское иманье (отвоз невесты к венцу), новгородское поиманье (приезд жениха), сваты называются охотниками, ищущими добычу (куницу, лисицу, лебедь, перпёлку и пр.), дружки жениха — войском, а жених — воином.
- брак по приводу (вводу, договору) известен, как и брак умыкание, также после VII—IX веков, дойдя почти до наших дней. Здесь особое значение имеют его общественное признание и освящение деревенской общиной. Эту функцию выполняет свадебный обряд, обычай выставления молодых пар для всеобщего обозрения на Масленицу[1]. О женитьбе князей X—XI веков обычно упоминалось, что невеста „приведена“ или „введена бысть“ жениху или в его дом[2]. Нестор упоминает в летописи[4]:

Поляне... имеют и брачный обычай: не идёт зять за невестой, но приводит её накануне, а на следующий день приносят за неё — что дают.
- купля невесты как взаимный обмен между родами (вено). Раннее его свидетельство относится к X веку. Следы вено (купли-продажи) сохранялись в свадебном обряде всех славян: в обычае одаривания стороной жениха стороны невесты, в ритуале выкупа невесты у её брата, в приговорах свата („у вас товар, у нас купец“), в песнях (поезжане жениха — гости торговые, замужество — продажа в неволю), в свадебной терминологии (укр. продавать молоду — о вручении невесты жениху), в том числе в общеславянских терминах с семантикой обмена — брать — давать (выдача замуж)[1].

### Символический брак
Символический брак упоминается в фольклорных текстах и обрядах. Мотив брака Неба и Земли, известный во многих традициях, для славян не типичен. Слабо выражен и мифологический мотив супружества Солнца с Месяцем. При этом в южнославянском фольклоре хорошо известны сюжеты о свадьбе Солнца с утренней звездой, с земной девушкой. Мотив брака выражен в метеорологических представлениях. Вихрь или снежная вьюга повсеместно объясняются как свадьба нечистой силы. По представлению поляков во время ветра в начале Адвента, „женятся“ фруктовые деревья. Грибной дождь, в представлении южных славян — связывается с женитьбой медведя, волка, лисицы, чёрта, вил, цыган. У болгар южных Родоп радуга называется лисьей свадьбой. В Полесье грозовые рябиновые (воробьиные) ночи иногда объясняются свадьбами русалок. Для „игры солнца“ встречается толкование „солнце до венца идёт“.
Некоторые сведения о дохристианских свадебных обрядах и обычаях можно почерпнуть из церковных поучений против язычества:

А это творят язычники: ведут невесту к воде, когда выдают замуж, пьют чашу в честь бесов, кидают в воду кольца и пояса.
Оригинальный текст (древнерусск.)А се поганьскы творять: водять невѣсту на воду, даюче замужь, и чашю пиють бѣсомъ и кольца мечють в воду и поясы.

И когда у кого-нибудь будет свадьба, её справляют с бубнами, с дудками и с другими бесовскими чудесами. А бывает и того хуже: изготавливают мужской член, кладут его в вёдра и в чаши и пьют из них, а достав, облизывают и целуют его.
Оригинальный текст (древнерусск.)И егда же у кого ихъ будеть бракъ, и творять съ бубьны и съ сопѣльми и съ многыми чюдесы бѣсовьскыми, и ино же сего горѣе есть: устроивьше срамоту мужьскую и въкрадывающе въ вѣдра и въ чашѣ, и пьють, и вынемьше осморкывають и облизывають и цѣлують.

### Фаллический культ
По мнению археолога Клейна Л. С., в Древней Руси существовал некий фаллический свадебный ритуал. Фаллос при этом использовался как магический символ: он должен был дать новобрачным плодовитость, а земле — плодородие. Автор основывается на данных археологии, на неоднократных находках фаллосов, вырезанных из дерева, обнаруженные в древнерусских поселениях.
Древнерусская (и, видимо, славянская) свадьба сопровождалась многочисленными проявлениями сексуальности, целью которых было вызывание плодовитости и плодородия. Известна новгородская берестяная грамота, в которой сваха сообщает о возможности свадьбы своеобразным матерщинным словосочетанием: пеи пизда и сѣкыль, то есть „пусть влагалище и клитор пьют“. Данное пожелание, видимо, связано с культом Матери-Земли, с которой отождествлялась невеста. В этой же грамоте содержится древнейшее (XII век) упоминание такого свадебного обряда как „поезд“. Отдельные проявления сексуальности в славянской свадьбе сохранялись до последнего времени в виде „срамных“ частушек. Сам по себе русский мат, по-видимому, восходит к архаичному мифологическому пласту и долгое время был ритуально-окрашен.
Традиционными для славян считаются любовные заговоры, с помощью которых девушки или юноши могли влиять на свою судьбу, привлекая к себе внимание избранника. Среди берестяных грамот Новгорода встречается предположительно любовный заговор.

## Структура обряда

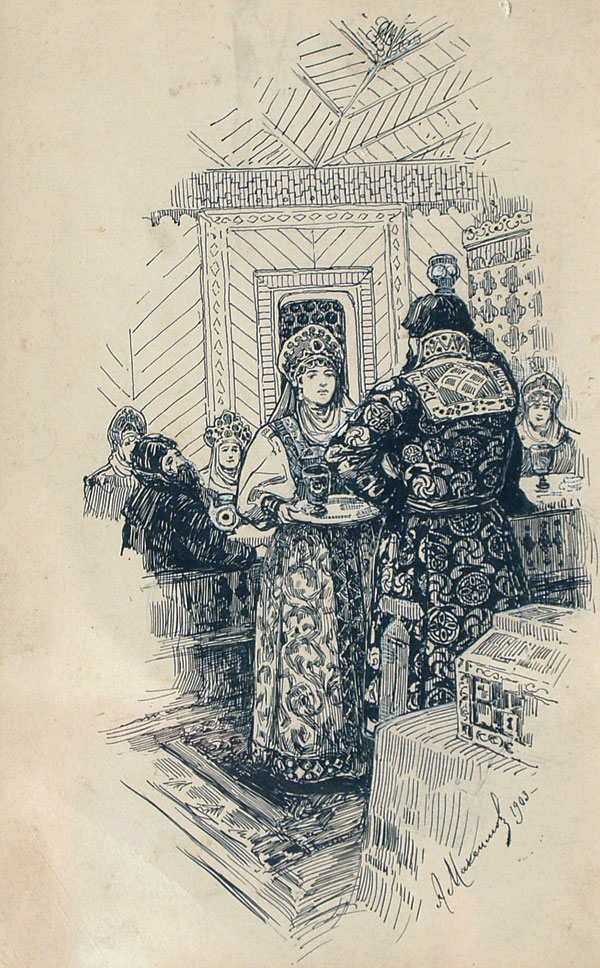
Максимов А. Ф. „Свадебный обряд. Подношение“, 1903.

Вступление в брак и в древности оформлялось специальным свадебным обрядом, в структуре которого у всех славян наблюдается много общего. Временем формирования свадебного обряда принято считать XIII—XIV века. При этом в некоторых региональных традициях в структуре и некоторых деталях обряда ощущаются дохристианские истоки, присутствуют элементы магии.
При всей вариативности обряда его общая структура остаётся неизменной, включающей следующие основные составляющие:
- Сватовство
- Смотрины
- Рукобитие (помолвка)
- Вытие
- Девичник / Мальчишник
- Свадебный поезд
- Свадебный выкуп у славян
- Венчание
- Гуляние
- Свадебный пир

Обряды изначально символизировали переход девушки из рода отца в род мужа. Это влечёт за собой и переход под покровительство духов мужнего рода. Такой переход был сродни смерти в своём и рождению в другом роду. Например, вытие — это то же, что и причитание по покойнику. На девичнике поход в баню — омытие мёртвого. В церковь невесту часто ведут под руки, символизируя тем самым отсутствие сил, безжизненность. Из церкви молодая выходит уже сама. Жених вносит невесту в дом на руках с целью обмануть домового, заставить его принять девушку как новорождённого члена семьи, который в дом не входил, а в доме оказался. Когда невесту сватали, то одевали в красный сарафан и говорили: „У вас товар — у нас купец“.
„Свадебный обряд в случае вдовства одного из новобрачных или обоих (так называемая кукушкина свадьба) сокращался или сводился к минимуму“.

### Сватовство

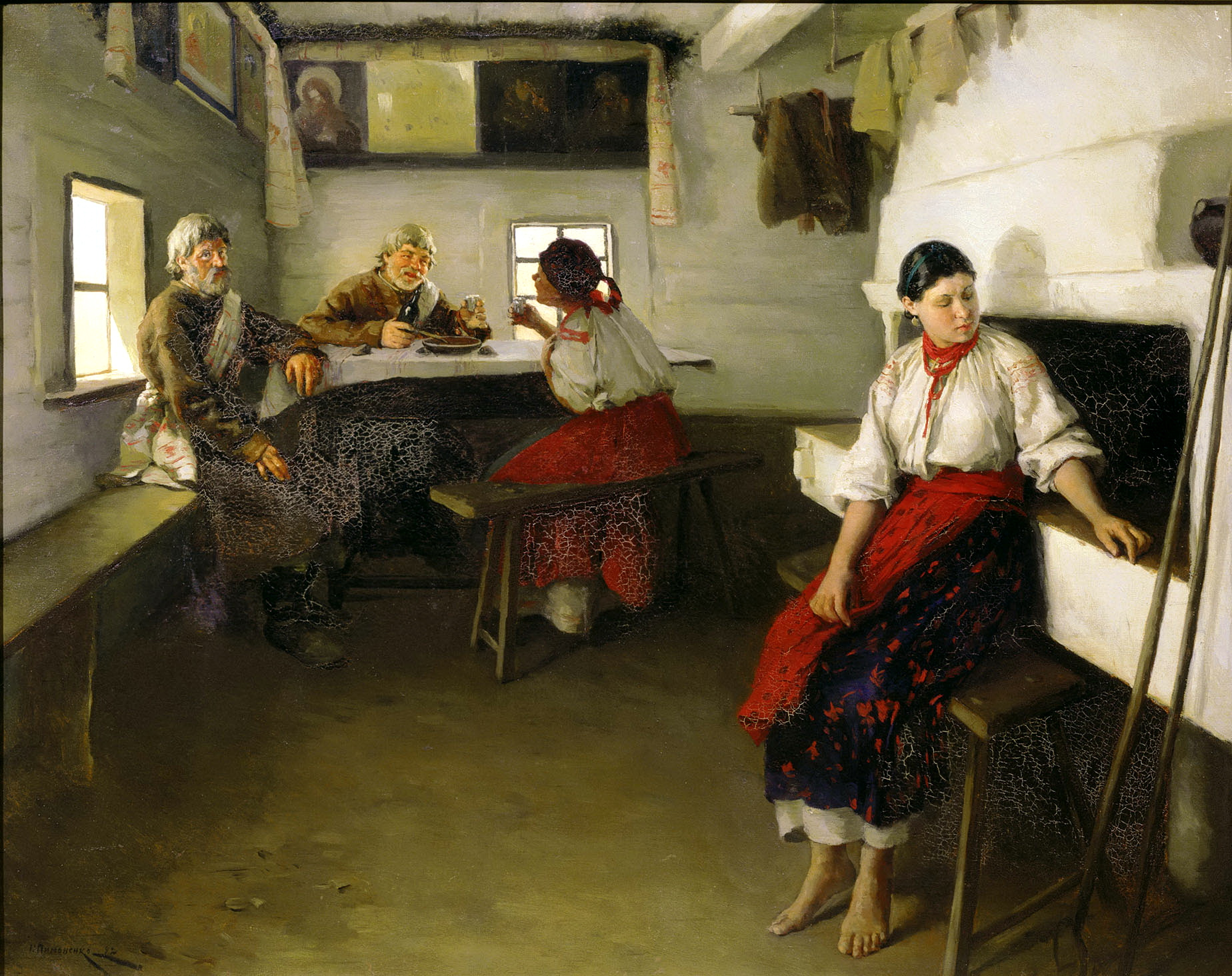
Н. К. Пимоненко, Сваты (1882)

Сватать невесту могли как родственники жениха, так и приглашённые со стороны лица, которым родители жениха доверяли эту роль. Из родственников чаще выступал в этой роли отец жениха и крёстный, реже — родная мать и крёстная. Часто сватом бывал дядя, иногда, редко сестра ходила сватать. Часто со сватами в дом невесты шёл и сам жених. У восточных славян сват-мужчина известен повсеместно, сваха-женщина встречается в центральной России, в Среднем и Нижнем Поволжье. В сватовстве обычно принимал участие отец жениха и другие родственники. При выборе свата особое значение придавали таким качествам, как красноречие, знание традиций, приговоров и прибауток, остроумие и удальство, а также солидность и авторитет среди односельчан. Сват шёл сватать в нарядной, праздничной одежде, в бараньем тулупе, не покрытом сукном, в поддёвке из синего сукна, в оплеухе — круглой шапке с длинными висячими ушами (с.-рус.), в красном кушаке или поясе (с.-рус, бел.), с рушником или платком через плечо; сваха — с повязанным на голове белым полотенцем или в больших платках на голове; в валенках и шубах, независимо от времени года. С собой у свата была палка в руке, ухват; у свахи — женский повойник или чепец, чтобы „обабить“ девушку (с.-рус.), замок в кармане, запираемый после договора в знак его нерасторжимости и др. Перед тем как идти сватать невесту, сват совершал рукобитье с женихом и его родителями, родители жениха угощали сватов и благословляли, в Олонецкой губернии каждый сват должен был съесть немного соли. Перед отъездом вся семья жениха и сваты садились на лавку, затем вставали из-за стола и молились или молились на улице лицом к церкви. Для удачного сватовства сваха садилась на лавку вдоль половиц и молилась, опутывала стол верёвкой, чтобы невеста „никуда не делась“.
Сваты старались прийти в дом невесты незаметно для соседей, иногда в сумерках, чтобы избежать насмешек в случае отказа, поэтому время выезда и направление пути сохранялось в тайне. В России сваты выезжали через задние ворота, направлялись сначала в противоположную сторону, ехали окружными путями, заезжали к знакомым, чтобы никто не догадался о цели приезда. Для сватов запрягали лучших лошадей, в праздничной упряжке, обязательно на жеребце (кобылу не запрягали), в лучшей повозке. В пути старались ни с кем не разговаривать, и любая встреча считалась плохой приметой, особенно боялись повстречать старую деву. Обычно сваты, войдя в дом, поворачивались к красному углу, молились и затем кланялись родителям; не здоровались за руку, не раздевались; останавливались у порога или у дверей, не заходили за матицу; стоя сообщали намёками о цели своего прихода и вступали в переговоры; не садились и не снимали верхней одежды, пока им не предлагали сесть или пока они не сосватают невесту; садились на скамью в задней половине избы или на лавку в угол под иконы.
Свахам в предсвадебных обрядах отводилась особая роль. „Подруги косу плетут на часок, а свахи на век“. Обычно они играли роль посредников за определённое вознаграждение. В их обязанности входило не только само сватовство, но и нередко выбор самой невесты из подходящих кандидатур. Сваха должна была разузнавать о том, какое приданое даётся за невестой и в чём оно состоит. Кроме того, через сваху жених узнавал подробности об облике и характере невесты, которую в некоторых случаях мог видеть открыто только в день свадьбы.

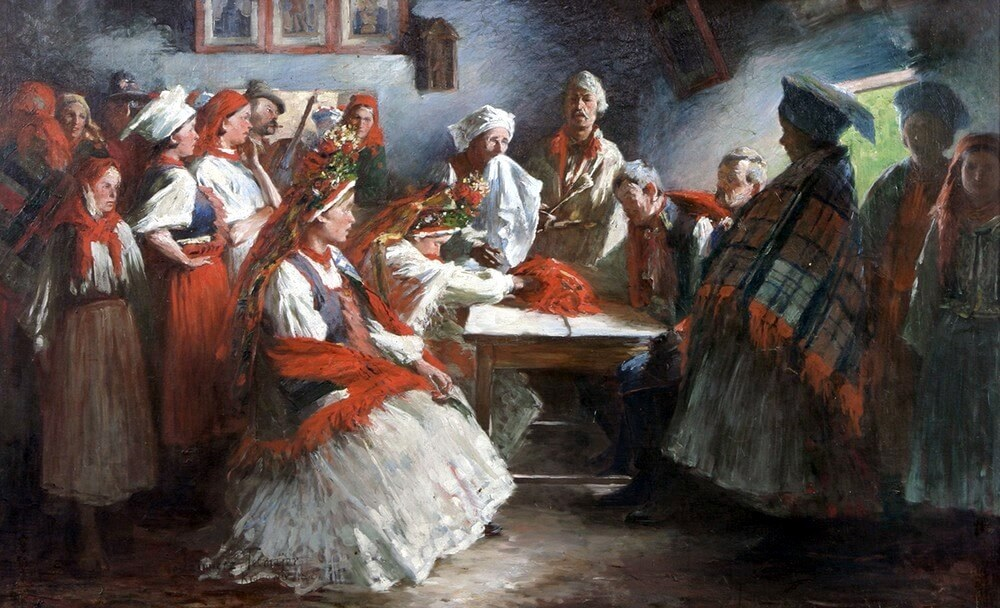
В. Тетмайер. Сватовство. 1895

Со сватовством был связан целый ряд примет и предварительных обрядовых действий. Неблагоприятными днями для сватовства считались постные дни: среда и пятница. Исключалась из свадебных и масленичная неделя. Существовала даже поговорка: „На маслену жениться — с бедой породниться“. Сватать старались приходить после захода солнца, чтобы не было сглаза. Сваты старались по дороге ни с кем не встречаться и не разговаривать. После их ухода кто-либо из домашних (обычно женщины) связывал все кочерги и ухваты вместе — для удачи в деле.
Войдя в дом, садились только под матицу. Сваты сначала заводили разговор на посторонние темы и лишь затем переходили к сватовству. Разговор начинали издалека, в иносказательной форме: „Ищем овечку, не заблудилась ли“, „у вас товар, у нас купец“ и т. д. Родители невесты обычно с ответом не спешили.

### „Смотрят место“
Через несколько дней после сватовства родители невесты (либо родные, если невеста — сирота) приходили в дом жениха смотреть его хозяйство. Эта часть свадьбы была более „утилитарной“, чем все другие, и не предполагала специальных обрядов.
От жениха требовали гарантий достатка будущей жены. Поэтому её родители осматривали хозяйство очень внимательно. Основными требованиями к хозяйству было обилие скотины и хлеба, одежды, посуды.
Нередко после осмотра хозяйства родители невесты отказывали жениху.

### Оглашение решения о свадьбе

#### Рукобитие (помолвка)
Подробнее по этой теме см.: Рукобитие, Обручение

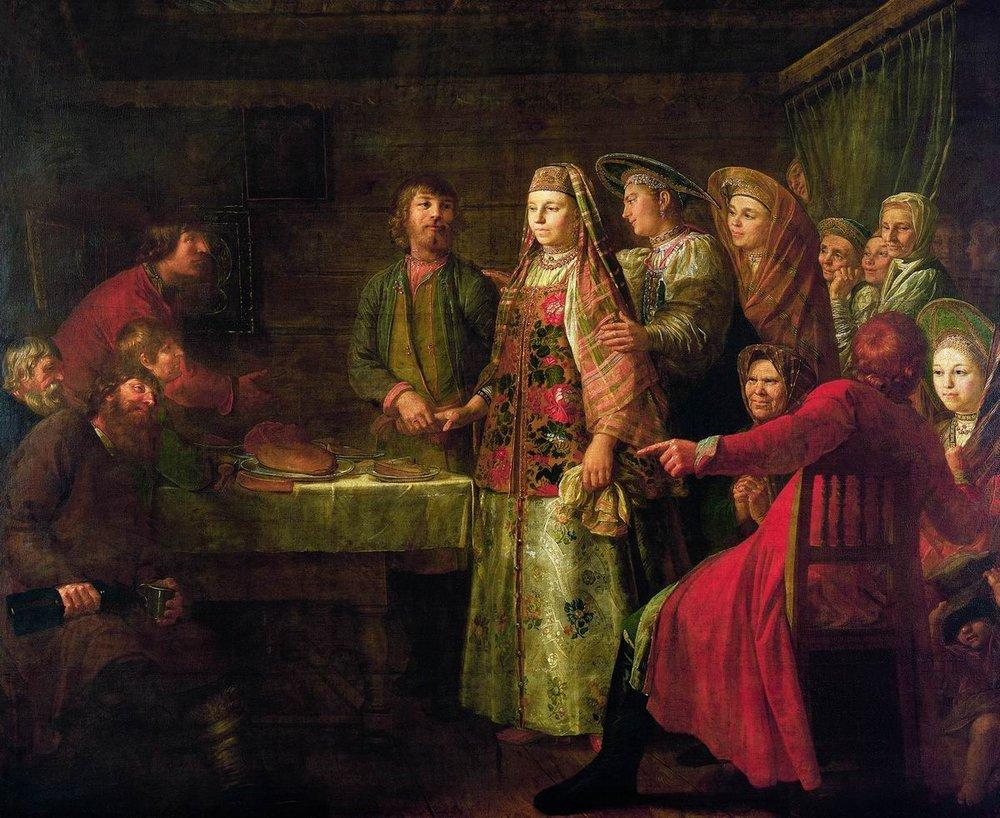
Михаил Шибанов. Празднество свадебного договора (1777)

Если после осмотра хозяйства жениха родители невесты не отказывали ему, назначался день публичного оглашения решения о свадьбе. В разных традициях этот обряд назывался по-разному („помолвка“, „рукобитие“, „заручины“, „запоруки“ — от слов „ударить по рукам“, „сговор“, „запой“, „пропой“ — от слова „петь“, „просватанье“, „своды“ и многие другие названия), но в любой традиции именно с этого дня начиналась собственно свадьба, а девушка с парнем становились „женихом и невестой“. После публичного оглашения только исключительные обстоятельства могли расстроить свадьбу (такие, как побег невесты).
Как правило, „сговор“ проводился примерно через две недели после сватовства, в доме невесты. На него обычно собирались родственники и друзья семьи, жители деревни, так как день „сговора“ был определён после осмотра хозяйства жениха, а за несколько суток до самого „сговора“ эта новость распространялась по всему селению. На „сговоре“ предполагалось угощение для гостей.

Обещание жениться часто подкреплялось задатками и залогами. Отказ от обручения считался делом бесчестным, долженствующим навлечь на виновного как небесную, так и земную кару, в виде взыскания расходов, даров, платы за бесчестье, а иногда — и уголовного наказания.

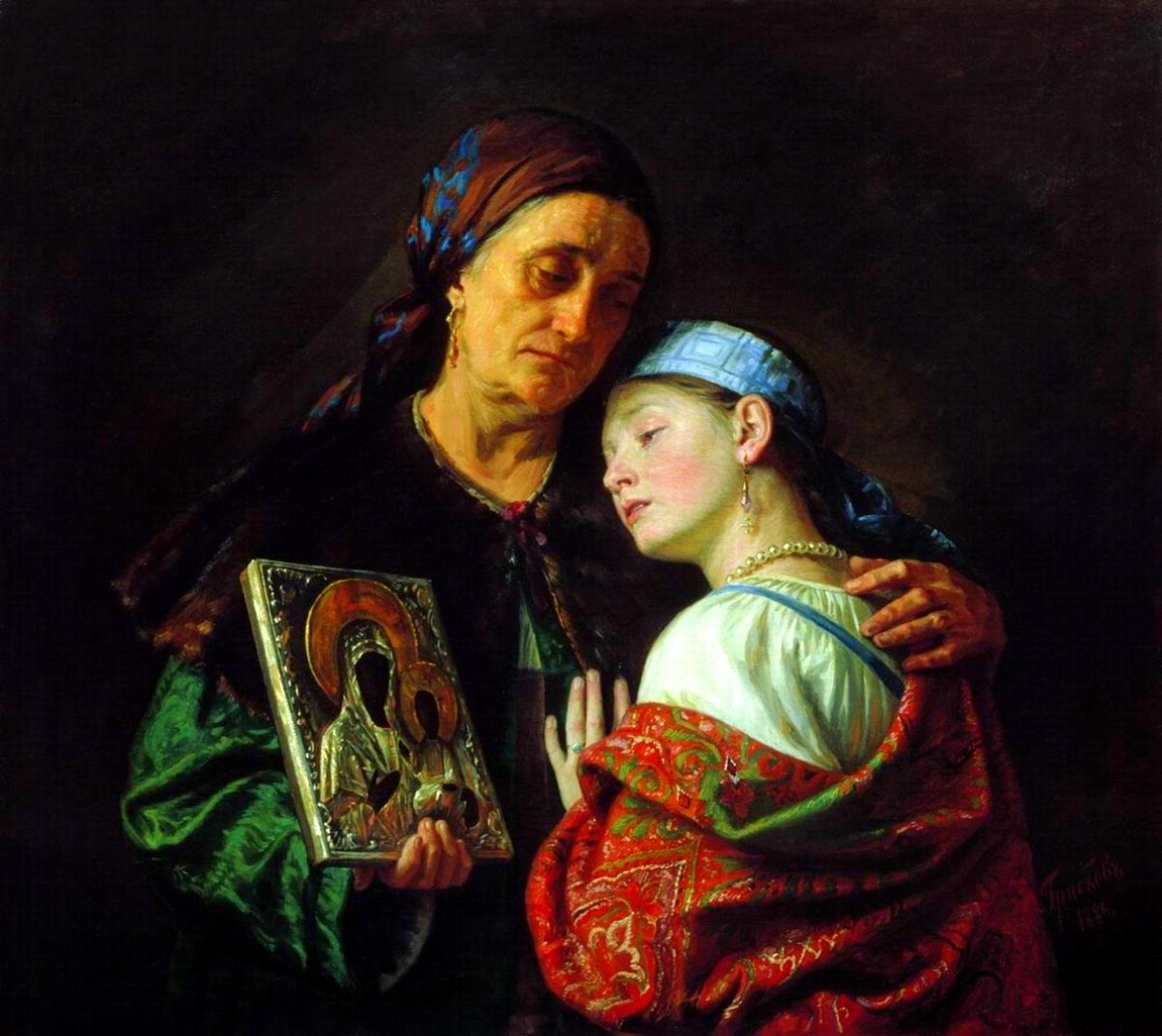
С. И. Грибков „Благословение на свадьбу“ (1886)

Объявление о помолвке обычно происходило за столом. О помолвке гостям объявлял отец девушки. После его речи молодые выходили к гостям. Первыми пару благословляли родители, затем свои поздравления приносили гости, после чего пир продолжался.
После помолвки родители жениха и невесты договаривались о дне свадьбы, о том, кто будет дружкой и т. д. Жених делал невесте свой первый подарок — часто кольцо, как символ крепкой любви. Невеста, принимая его, давала своё согласие стать его супругой.
Церковное воззрение в древней Руси приспособилось к народному: освящало церковным благословением обручение, совершавшееся часто задолго до заключения брака, и признавало его нерасторжимость; но решающий момент в заключении брака церковь видела в венчанье, за укрепление которого в жизни усиленно боролась.

#### Особенности в северных традициях
На севере этот обряд называется обычно „запоруки“, „заручины“. При этом обряде присутствуют жених и сват.
На севере обряд запоручивания невесты был одним из самых драматичных из всех обрядов свадебного цикла. Даже если невеста была рада замужеству, ей полагалось причитать. Кроме того, невеста совершала ряд обрядовых действий. Так, она должна была затушить свечу перед иконами. Иногда невеста пряталась, убегала из дома. Когда её пытались вести к отцу, она вырывалась. Подруги невесты должны были ловить её и вести к отцу.
После этого совершалось ключевое действие всего дня — „завешивание“ невесты. Отец закрывал лицо невесте платком. После этого невеста переставала вырываться. Место „завешивания“ разнится (в разных местах избы или вне избы).
После „завешивания“ невеста начинала причитать. Жених и сват, не дожидаясь конца причетов, уезжали.

### Подготовка к свадебному дню
Следующий период в некоторых традициях назывался „неделей“ (хотя не обязательно он длился именно неделю, иногда — до двух недель). В это время готовилось приданое. В северных традициях невеста постоянно причитала. В южных — каждый вечер в дом невесты приходил жених с друзьями (это называлось „посиделки“, „вечорки“ и так далее), пели и плясали.
На „неделе“ жених должен был приехать с подарками. В северной традиции все действия на „неделе“ сопровождаются причетами невесты, в том числе и приезд жениха.

#### Приданое
Невеста с помощью подруг должна была приготовить к свадьбе большое количество приданого. В основном в приданое шли вещи, сделанные невестой собственными руками ранее. В приданое обычно входила постель (перина, подушка, одеяло) и дары жениху и родне: рубахи, платки, пояса, узорные полотенца.

### Обряды накануне свадебного дня

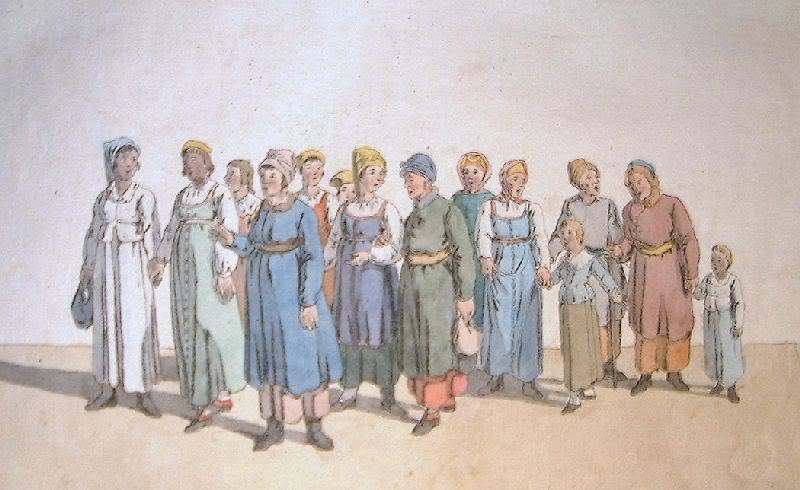
Кристиан Гейслер. Невеста по дороге в баню (1801)

Накануне и утром свадебного дня невеста должна была совершить ряд обрядовых действий. Их набор не фиксирован (например, в некоторых регионах невеста должна была посетить кладбище), но есть обязательные обряды, присущие большинству региональных традиций.

#### Баня
Хождение невесты в баню могло происходить как накануне свадебного дня, так и в сам свадебный день утром. Обычно невеста ходила в баню не одна, с подругами или с родителями. Хождение в баню сопровождалось как специальными причетами и песнями, так и рядом обрядовых действий, некоторым из которых придавалось магическое значение. В Вологодской области с невестой в баню ходила знахарка, которая собирала её пот в специальный пузырёк, а на свадебном пиру его подливали в пиво жениху. Во многих районах жених и невеста мылись в бане с колдуном или знахарем, которые при этом „совершали действия, никак не связанные с православием, но явно основанные на магических представлениях дохристианского времени“ (произнесение заговоров, облачение в рыболовную сеть, надетую на голое тело, подпоясывание поясом с узелками, втыкание в подол иголки с прорванным ушком, держание над головой берёзового веника, насыпание в правый сапог серебряных монет, гадания и т. д.).

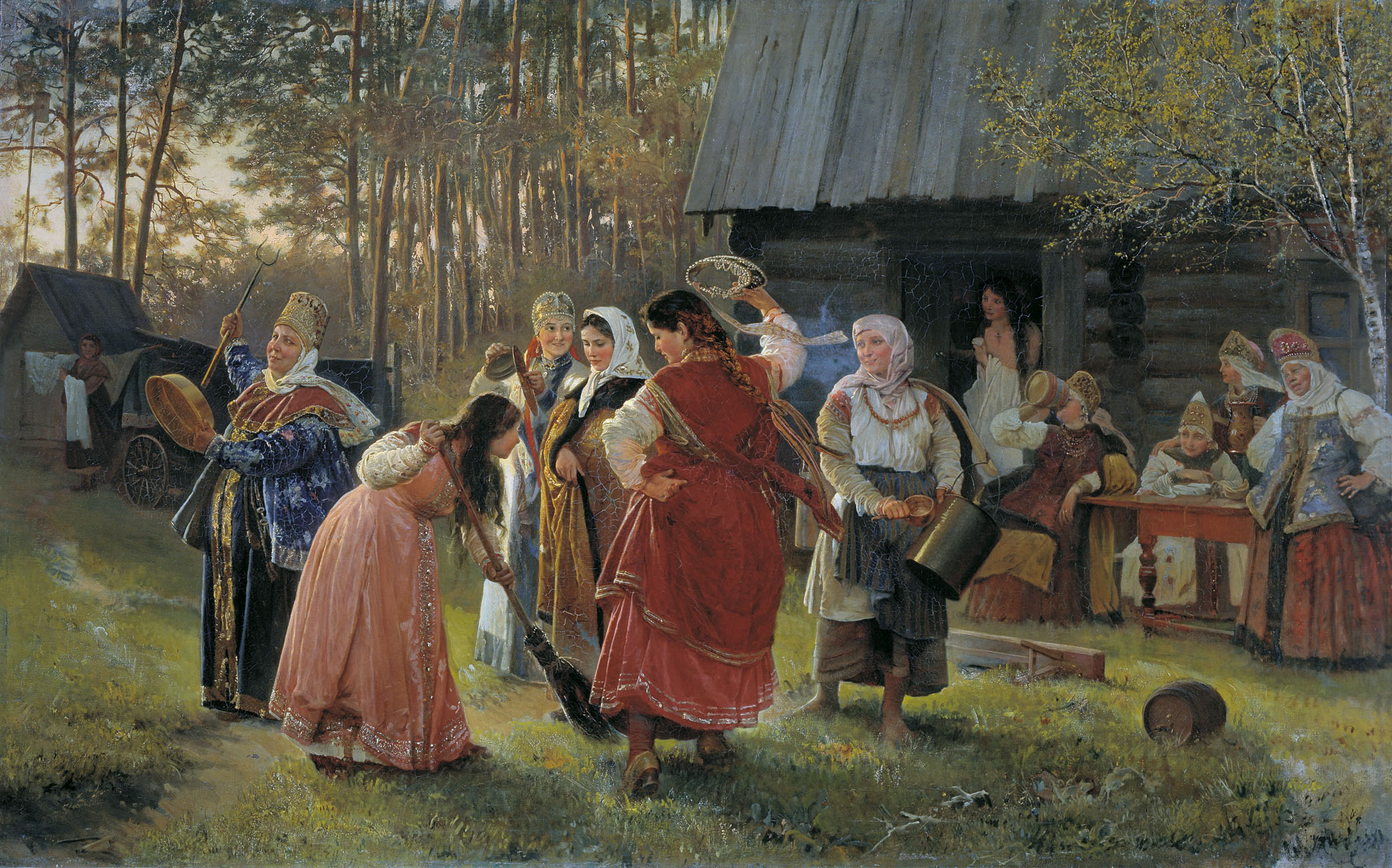
А. И. Корзухин „Девичник“, (1889) — Государственный Русский музей

#### Девичник
Девичником называется встреча невесты и подруг перед свадьбой. Это была последняя их встреча перед свадьбой, поэтому происходило ритуальное прощание невесты с подругами.
На девичнике происходил второй ключевой момент всего свадебного обряда (после „завешивания“) — расплетание девичьей косы. Косу расплетали подруги невесты. Расплетание косы символизирует окончание прежней жизни девушки. Во многих традициях расплетание косы сопровождается „прощаньем с красной красотой“. „Красная красота“ — лента или ленты, вплетённые в косу девушки.

Девичник сопровождается причетами и специальными песнями. Часто причет невесты звучит одновременно с песней, которую поют подружки. При этом имеет место противопоставление причета песне — причет звучит очень драматично, в то время как сопровождает его весёлая песня подруг.

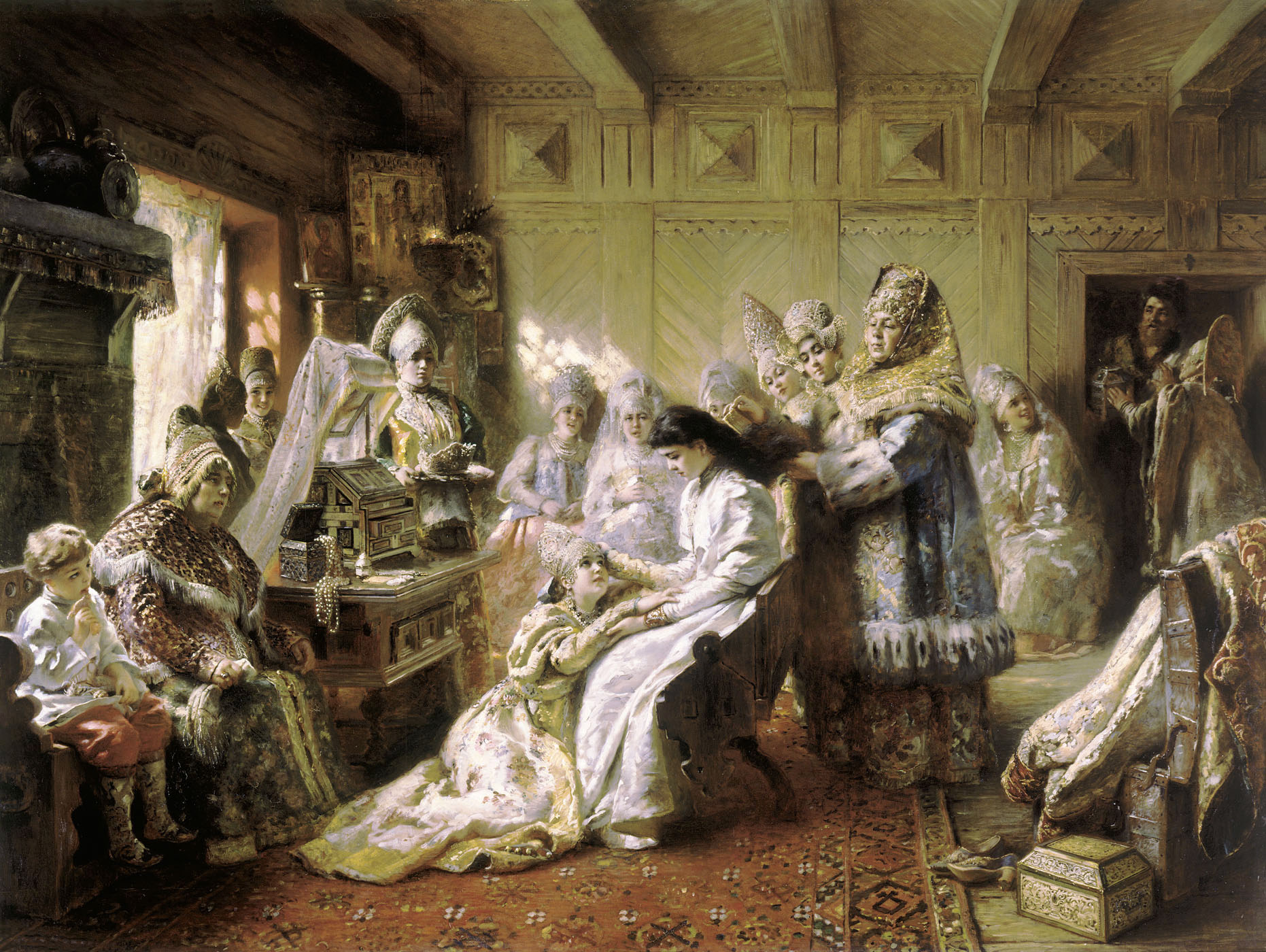
К. Е. Маковский, „Под венец“ (1884).

Девичник был важным элементом этих приготовлений и прощания с родным домом и мог продолжаться от недели до двух недель. У невесты собирались около 15 „шитниц“ и „девишниц“, которые вместе шили до вечера, пели прощальные песни, причитания. Вечером их навещал жених с привезённым им ларцом с лакомствами (крупными и мелкими орехами, пряниками, конфетами, изюмом), и перстнями, румянами, зеркальцем, мылом, гребешком и другими подарками. Невеста же в ответ угощала чаем жениха и парней, сопровождавших его, и дарила будущему мужу фигурку медведя „Тихона“. Чем фигурка была больше и изысканней, тем большее уважение проявляла невеста своему суженому. Символика этого подарка берёт начало в традиции, согласно которой в свадебном обряде „медведем“ довольно часто называют жениха...», так как это животное в язычестве было священным и являлось символом умения быть трудолюбивым хозяином мира, мудрым хранителем запасов и умелым купцом — то есть обладало главными мужскими чертами, важными для построения крепкой семьи. А также медведь в символике древнерусских символов и знаков означает умение быть хорошим учителем, воспитателем детей — в семье это играет не последнюю роль. Знак медведя изображался преимущественно на мужских талисманах, и такой подарок невесты знаменовал принятие ею главенствующей роли мужа в семье, так как он от природы наделён нужными свойствами сильного покровителя и защитника, а для мужчины этот подарок был напоминанием о той ответственности, которая лежала на его плечах. После свадьбы фигурка медведя ставилась в доме новобрачных как оберег счастливого брака, тишины и мира в семье.

### Первый день свадьбы

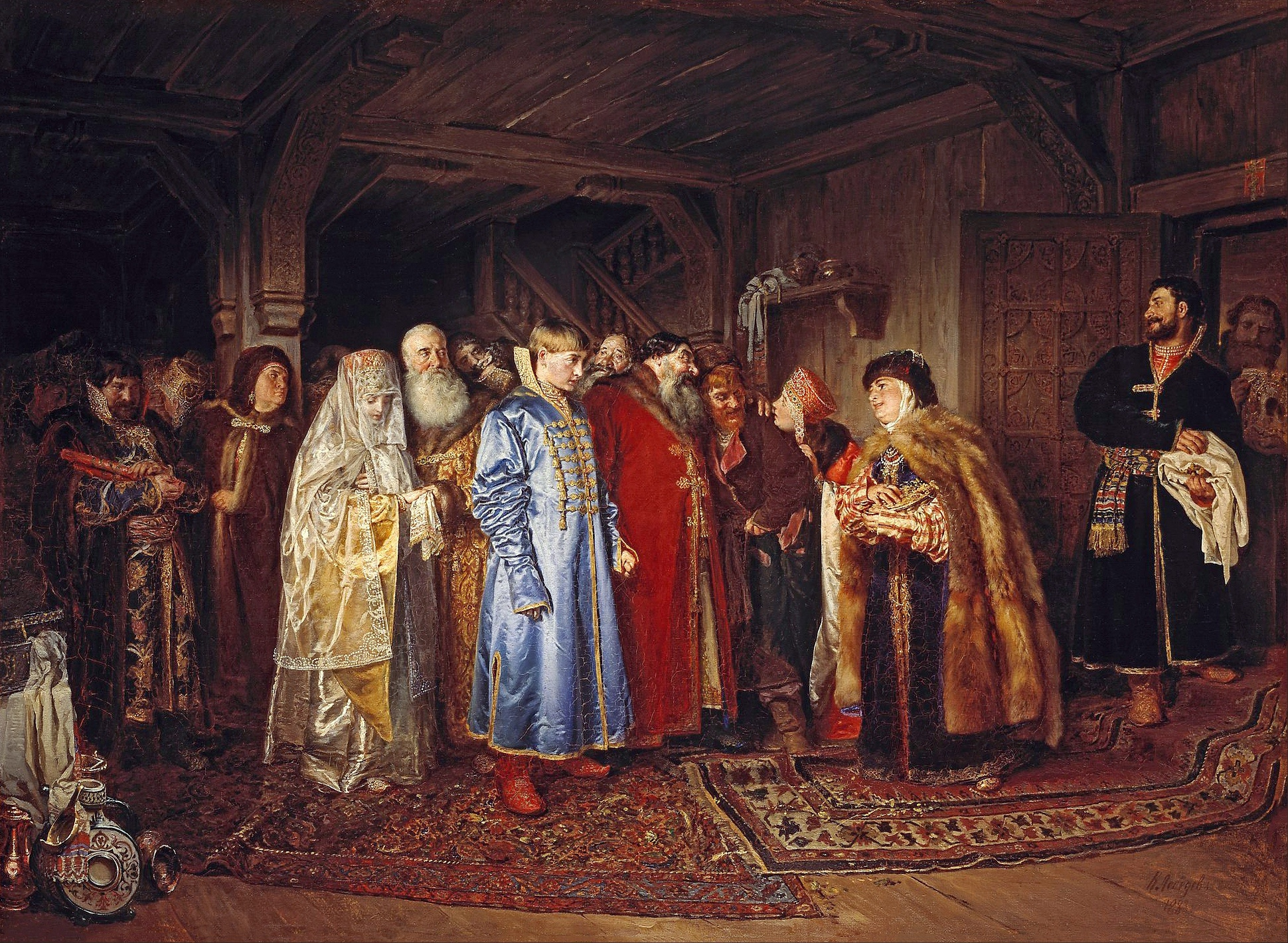
К. В. Лебедев «Боярская свадьба» (1883)

В первый день свадьбы обычно происходит следующее: приезд жениха, отъезд к венцу, перевоз приданого, приезд молодых в дом жениха, благословение, свадебный пир.
Однако в некоторых северных традициях сильно влияние более архаичной, очевидно, дохристианской схемы обряда. Так, в Вологодской области схема обряда такова: утром первого дня баня и встреча подруг, потом — приезд жениха, «вывод перед столы» (вывод невесты к гостям и жениху), угощение гостей. При этом основным является «вывод перед столы», так как здесь совершается ряд магических действий, невеста наряднее всего одета. На ночь все остаются в доме невесты, а жениху и невесте полагается ночевать в одной комнате. Это значит, что собственно свадьба уже совершилась. На следующий день происходит венчание и пир у жениха.
Покрывало (фата, дымка, шаль, полотенце) как архаичный обрядовый атрибут закрывало лицо невесты, чтобы уберечь её от сглаза в пограничный момент «перехода». Также покрывало связано с мотивом узнавания, отражённым в семантике названия самой невесты.

#### Дружка
Дружка (или дружко) — один из главнейших участников обряда. Хотя все участники обряда замечательно знают его (так как это не спектакль, а именно обряд), дружка в определённой мере руководит обрядовыми действиями.
Дружка должен отлично знать обряд, например, в какой момент нужно произносить свадебные приговоры и т. п. Часто дружку ритуально хулят и ругают, и он должен уметь достойно ответить на подобные шутки в свой адрес. Жених же — почти пассивная фигура, он в свадебный день не говорит обрядовых слов.
Обычно дружка — родственник жениха (брат) или близкий друг. Его атрибут — вышитое полотенце (или два полотенца), повязанное через плечо.
В некоторых традициях может быть не один дружка, а два или даже три. Но всё равно один из них главенствует над другими.

#### Приезд жениха

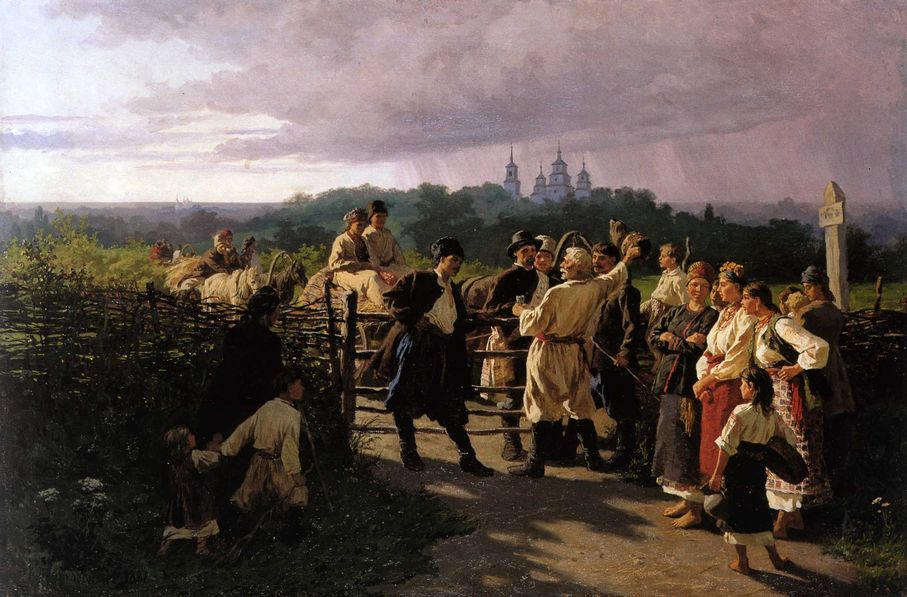
К. А. Трутовский. Свадебный выкуп (1881)

В некоторых традициях утром свадебного дня дружка должен посетить дом невесты и проверить, готова ли она к приезду жениха. Невеста к приезду дружки должна быть уже в свадебной одежде и сидеть в красном углу.

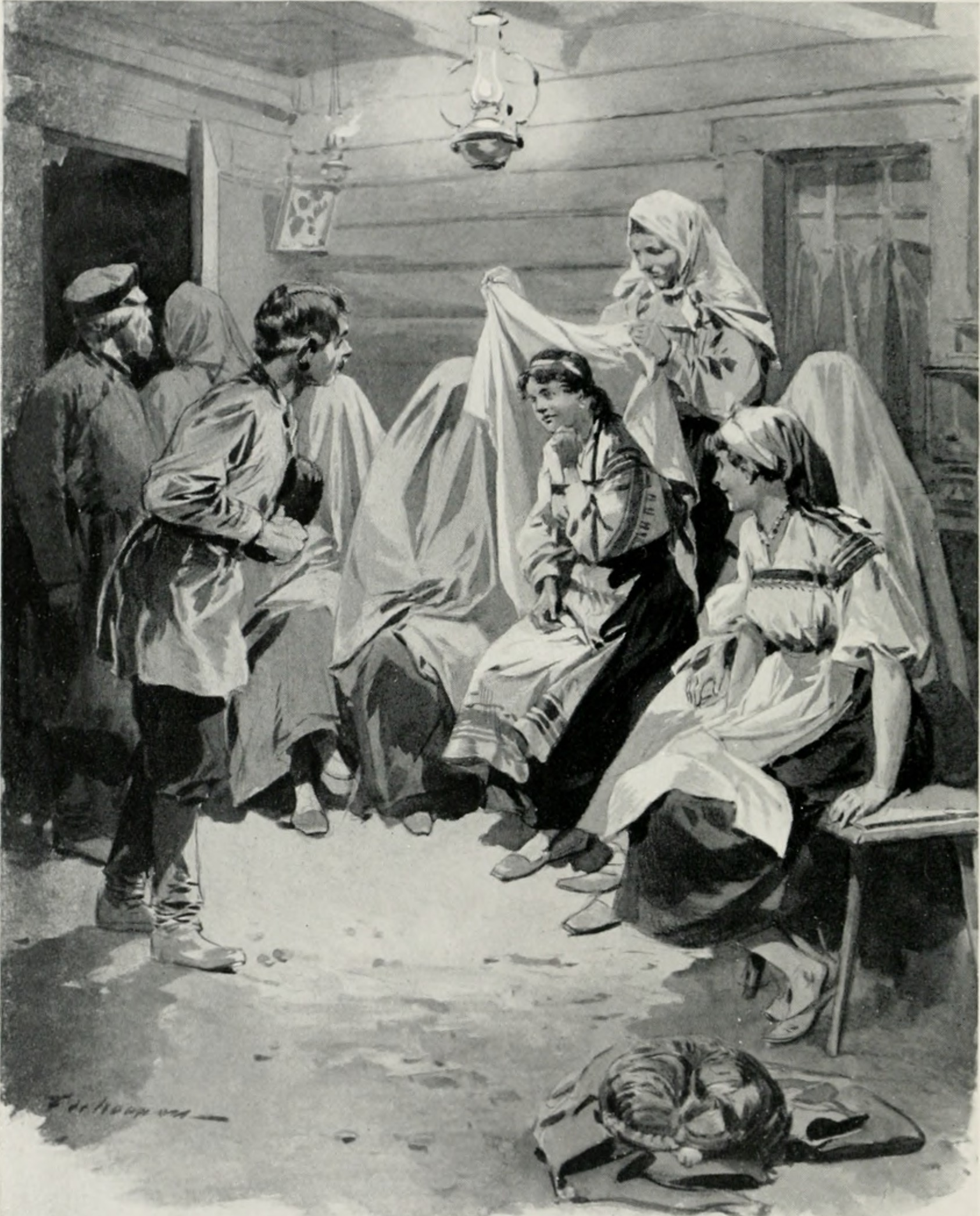
Фредерик де Ханен Угадывание невесты (ок. 1913)

Жених с дружкой, друзьями и родственниками составляет свадебный поезд. Во время того, как поезд движется к дому невесты, его участники (поезжане) пели специальные «поезжанские» песни.
Приезд жениха сопровождался одним или несколькими выкупами. В большинстве региональных традиций это выкуп входа в дом. Выкупаться могут ворота, дверь и т. п. Выкупать может как сам жених, так и дружка.
Элементы магических действий в этой части обряда особенно важны. Распространено подметание дороги. Это делается для того, чтобы под ноги молодым не бросили предмет, на который могла быть наведена порча (волосы, камень и др.). Конкретная дорога, которая должна быть подметена, разнится в разных традициях. Это может быть и дорога перед домом невесты, по которой поедет поезд жениха, может быть пол комнаты, по которому молодые пойдут перед отъездом к венцу, дорога к дому жениха после венца и т. д. Дружка и другие гости тщательно следили, чтобы никто не нарушил чистоту дороги (например, не перебежал бы дорогу свадебному поезду); за такое нарушение виновного могли жестоко избить. С языческих же времён сохранился обычай делать подношение местному колдуну или знахарке (при их наличии), чтобы те не навредили свадебному поезду. При этом колдун мог нарочно прийти к поезду и стоять там, пока не получит достаточный подарок.
Существенная деталь обряда, сохранившаяся и в городских условиях — непосредственный выкуп невесты. Выкупать невесту могут или у подружек, или у родителей.
Иногда имел место ритуальный обман жениха. Невесту выводили к нему, закрытую платком. В первый раз могли вывести не настоящую невесту, а другую женщину или даже старуху. В таком случае жених либо должен был идти искать невесту, или выкупать её ещё раз.

#### Венчание

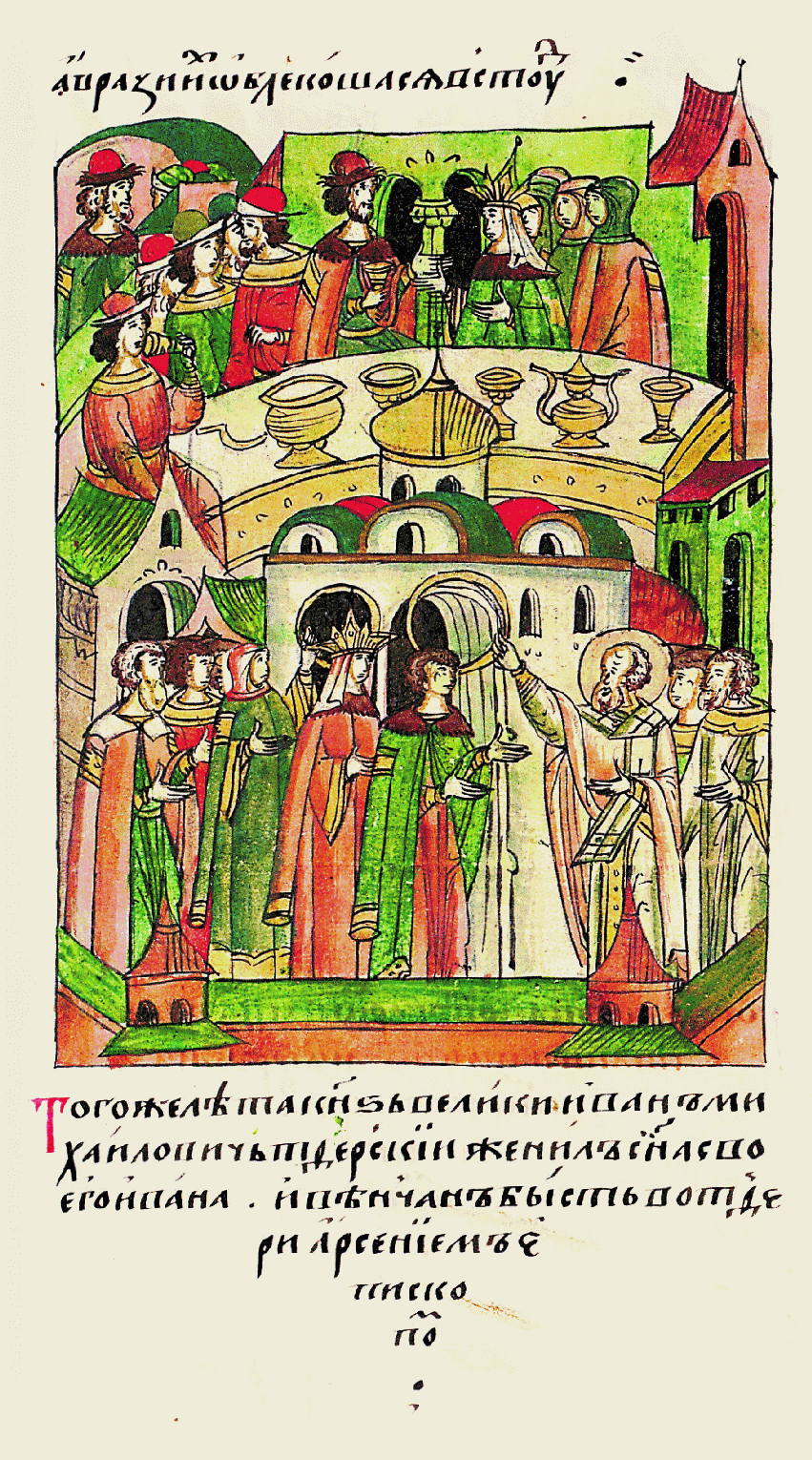
Лицевой летописный свод (XVI век): «В том же году великий князь Иван Михайлович Тверской женил своего сына Ивана, а венчал его в Твери епископ Арсений»

Перед отправкой в церковь родители невесты благословляли молодых иконой и хлебом. Перед венчанием невесте расплетали девичью косу, а после того, как молодые были повенчаны, ей заплетали две «бабьих» косы и тщательно закрывали волосы женским головным убором (повойником). Иногда это происходило уже на свадебном пиру, но у старообрядцев две косы заплетали и повойник надевали либо между обручением и венчанием, либо даже перед обручением.

#### Приезд в дом жениха
После венца жених везёт невесту в свой дом. Здесь их должны благословить родители. Здесь также имеет место сочетание христианских элементов с языческими.

Сохранившимся с древнейших времён элементом бракосочетания является соединение рук молодых (часто на хлебе) и его вариант усаживания молодых на почётное место и их покрывание одним платком. Во многих традициях жениха и невесту сажали на шубу. Шкура животного выполняет функцию оберега. Обязателен в обряде благословения в том или ином виде хлеб. Обычно он во время благословения находится рядом с иконой. В некоторых традициях хлеб положено откусить и жениху, и невесте. Этому хлебу также приписывалось магическое действие. В некоторых регионах его потом скармливали корове, чтобы она давала больше приплода.

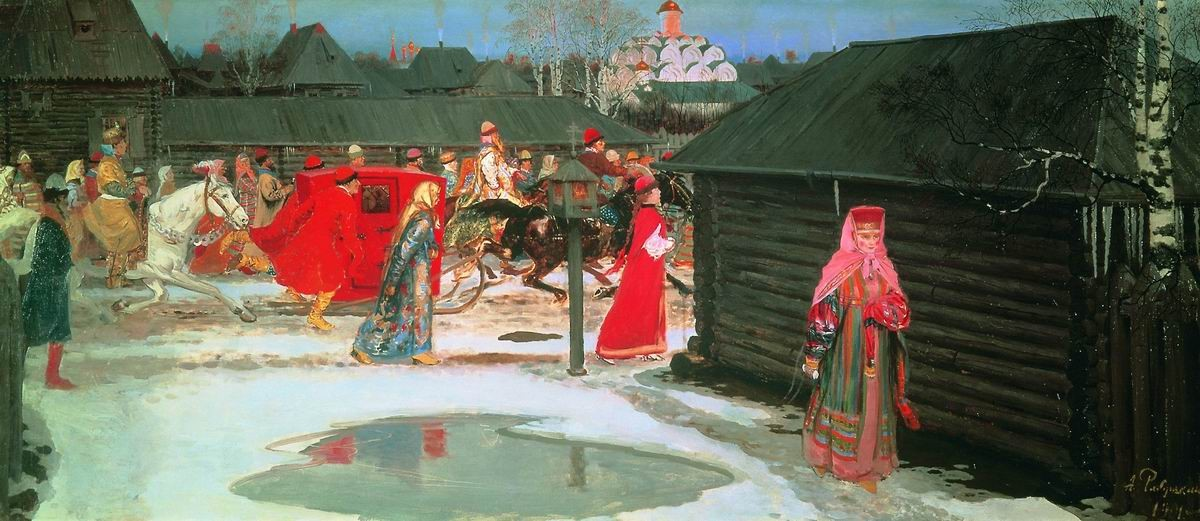
А. П. Рябушкин «Свадебный поезд в Москве (XVII столетие)» (1901)

#### Свадебный пир

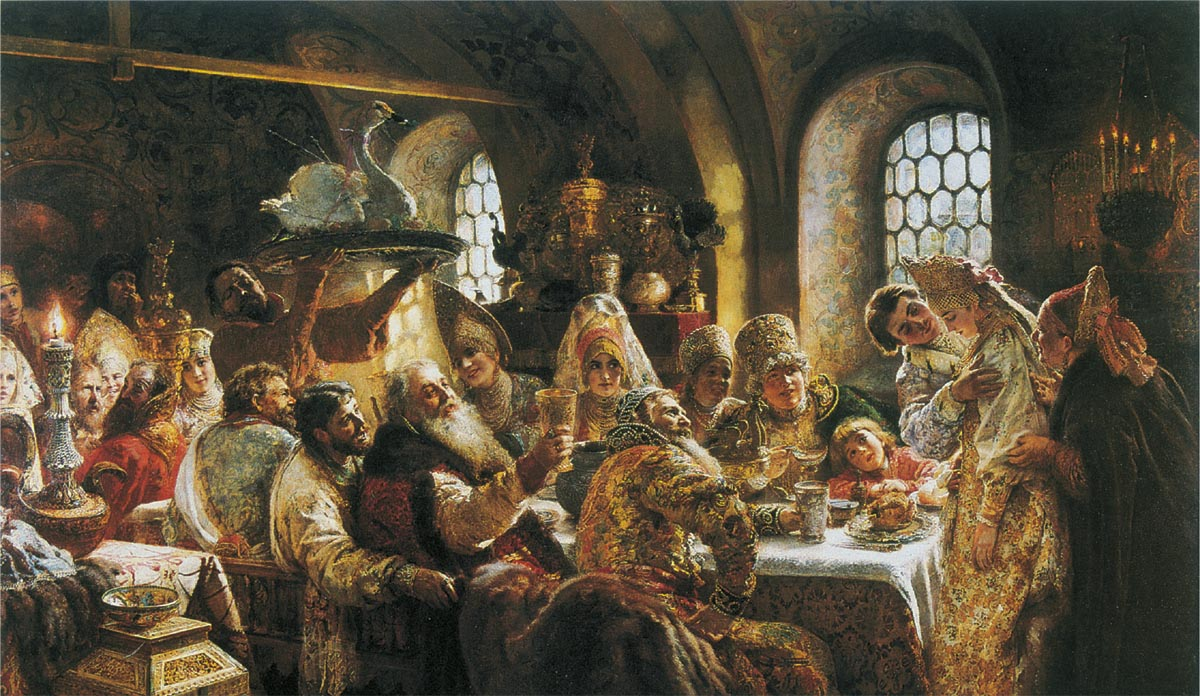
Маковский К. Е «Свадебный пир в боярской семье XVII столетия» (1883)

После венчания невеста никогда не причитает. С этого момента начинается радостная и весёлая часть обряда. Далее молодые отправляются за подарками в дом невесты.
Затем жених привозит невесту к себе в дом. Там уже должно быть готово обильное угощение для гостей. Начинается свадебный пир.
Во время пира поют величальные песни. Кроме жениха и невесты, величали родителей и дружку.
Пир мог длиться два или три дня. На второй день обязательно перемещение всех в дом невесты, пир продолжается там. Если пируют три дня, на третий снова возвращаются к жениху.

На празднестве одно из центральных мест занимал образ медведя. Согласно народным поверьям, медведь защищает от нечисти, являясь чистым животным, и злые духи не могут принимать его облик. Ряженый в шкуру медведя выполнял эту функцию, оберегая жениха и невесту от происков нечистой силы. Со временем медведь приобрёл символику плодовитости и плодородия, в связи с этим образ медведя напоминал на свадьбе об одной из главных целей брака — рождении детей, и по поверью, помогал семье укреплять род.

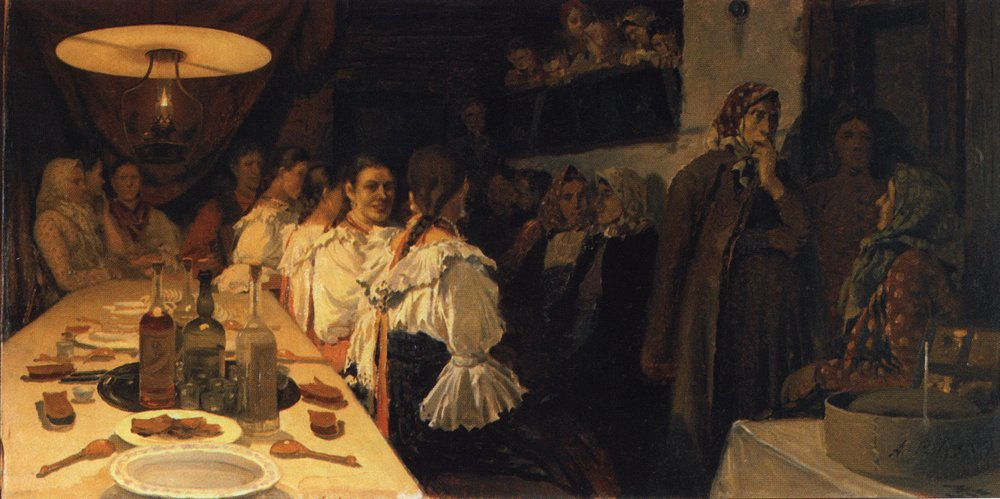
А. П. Рябушкин «Ожидание новобрачных от венца в Новгородской губернии» (1890—1891)

Особое отношение к медведю у славян существовало и во времена язычества, но сохранилось и после принятия христианства. Он остался символом плодородия, покровителем брака — ряженые, как и в язычестве, переодевались в шкуру медведя. Кроме того, на свадьбе «медведем» и «медведицей» называли жениха и невесту.

Свёкор-батька говорит:
«К нам медведицу ведут».
Свекровь-матка говорит:
«Людоедицу ведут».— 
На свадебном празднестве кричали: «Медведь в углу!», невеста отвечала: «Петра Ивановича люблю» и целовала жениха. Также была традиция, согласно которой первую брачную ночь молодожёны могли провести на шкурах медведя.
Существовали приметы, которые отражали сохранение связи медведя и брака. Например, приводили ручного медведя в дом, и, если он ревел, то скоро в этом доме будет свадьба. А девушке снился медведь к жениху, свадьбе или прелюбодеянию. «Видеть во сне медведя — ожидать сватов».

#### «Укладывание» и «бужение» молодых
Вечером (или ночью) осуществлялось «укладывание молодых». Пир в это время часто продолжался.
Первым в брачную комнату входил дружка и ударял кнутом по постели, отгоняя нечистую силу. Иногда на кровать ложилась крёстная и требовала выкуп за постель. Затем молодых оставляли одних, поставив у дверей охранника клетника, чтобы отгонял загулявших гостей или нечистую силу. Наедине новобрачные обязаны были исполнить ряд обрядовых действий, по поверью, обеспечивавших счастливую семейную жизнь, достаток и рождение здоровых детей: съесть кашу одной ложкой, разорвать вместе отварную курицу, разломать пополам и отведать хлеб. Затем молодая спрашивала у мужа разрешения лечь с ним в постель, а он не давал ответа сразу, заставляя просить два-три раза. На Русском Севере сохранялся древний обычай разувания: молодая снимала правый сапог мужа, а он ударял её плёткой, которую вынимал из левого сапога. В брачную ночь к дверям несколько раз подходил дружка с вопросом «Свершилось ли?». На следующее утро (иногда — спустя лишь несколько часов) дружка, сваха или свекровь «будили» молодых стуком в дверь или по тазу, криками, битьём посуды, игрой на балалайке или гармони. Часто после «бужения» гостям демонстрировали признаки «чести» (девственности) невесты — рубашку или простыню. В других местах о девственности невесты свидетельствовал жених, отъедая с середины или с краю яичницу, блин или пирог, или отвечая на ритуальные вопросы вроде «Лёд ломал или грязь топтал?».
Обычай проверять невинность невесты (иногда и жениха) известен в основном в южнорусских сёлах и на Урале. В северорусских деревнях интимная жизнь людей считалась делом семейным, не подлежащим разглашению, хотя целомудренная девушка также ценилась выше. Обычай проверки честности объясняется представлениями о ведении половой жизни для рождения детей, а не получения плотских удовольствий. Если невеста оказывалась «нечестной», её родителей и сваху могли подвергнуть осмеянию, повесить на шею хомут, подать пиво отцу в дырявом стакане.
После брачной ночи молодых отправляли в натопленную баню. Проводы молодых в баню с брачной постели сопровождались родственниками, песнями эротического содержания. В южнорусских сёлах молодые умывались колодезной, речной или озёрной водой.

### Второй день свадьбы
На второй день свадьбы проверяли характер и хозяйственность молодой. Она кланялась, подносила чарку и подарок каждому родственнику по старшинству, отвечала на вопросы (как зовут, из какой семьи). Затем молодая пекла оладушки, показывала привезённое приданое, демонстрировала ткацкие или прядильные способности. В игровой форме проверяли учтивость, послушание и терпеливость молодой: просили подмести пол, а сами подбрасывали мусор и монетки, которые ей следовало собрать и отдать свёкру или свекрови с вопросом — не теряли ли они этого. Распространено было также хождение «молодухи» за водой с двумя вёдрами на коромысле.
Вечером возобновлялось застолье (сырный, поцелуйный, поклонный, большой стол, горячий обед) для родственников жениха и невесты, а также приглашённых дальних родственников и соседей. Гости приходили со своими угощениями, которые расставляли на столе. Молодые садились на почётное место под иконы и получали подарки и пожелания на счастливую жизнь. Пиром руководили дружка и тысяцкий, которые нахваливали молодых и всех собравшихся.
Владимир Иванович Даль упоминает свадебный обычай «Калинку ломать»: на столе у молодых ставят окорок и штоф вина, заткнутый пучком калины с алою лентой; молодых будят и идёт потчевание, обходят по домам родителей невесты, родичей, поезжан, а по возвращении, дружка рушит окорок и, «расщипав» калину, разносит вино.

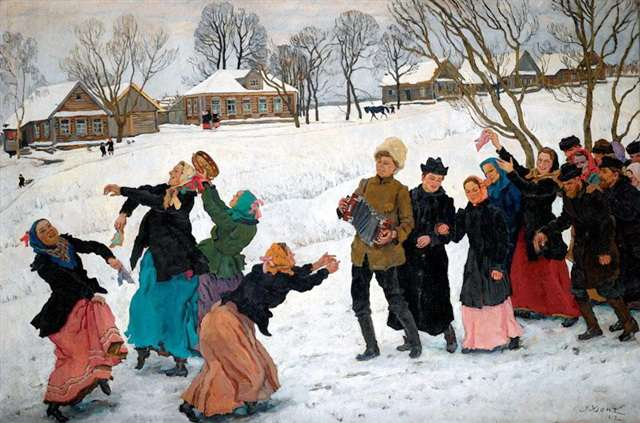
К. Ф. Юон Пляска свах. Лигачево (Московская губерния), 1912

В некоторых регионах на второй день свадьбы родителям невесты, которая сохранила целомудрие, родители жениха посылали бутылку с вином, к которой привязывали ягоды калины и хлебные колосья. Калиной называли «красоту» невесты (её целомудрие). Если же невеста была «нечестной», участники свадьбы убирали свадебные украшения в виде калины: сбрасывали ягоды с каравая, снимали ветки со стен дома родителей невесты, а вместо них втыкали ветку сосны. Донские казаки на второй день свадьбы в честь порядочности молодой прикалывали на одежду гроздь калины.

### Третий день свадьбы
Третий и последний день свадьбы (почестье, госьба, отгостки, перегулка, хлебины) подразумевал взаимные визиты родственников молодожён для более тесного их знакомства. Гостей встречали с хлебом-солью, старались хорошо угостить, устраивали игры, пляски, шутки ряженых. Распространённый обычай «искать ярку (тёлушку)» заключался в театрализованном разыгрывании пропажи и поиска молодой. В наказание за её пропажу «гуляли свадьбу»: свата заворачивали в рогожу, перевязывали верёвками и водили по селу, а сваху возили в корыте, забрасывал снегом, били соломенным жгутом. Нашедшуюся молодую осматривали, замечали отсутствие косы и бабий убор на голове, после чего родственники отказывались от своих прав на неё.
В верхнем и среднем течении Пинеги гостей обносили кашей, а также обязательно угощали блинами и киселём.
В записи Д. Чирцова приводится свидетельство о том, что гости после свадьбы «наряжаются в смешные одежды, притворяются на разные манеры и ездят по деревне».

## Свадебные песни
Музыкально-песенное сопровождение присутствовало на каждом этапе свадебной обрядности. Выделяются прощальные песни, оформляющие завершение добрачной жизни; величальные, исполняемые во время ритуальных застолий и служащие для общинного закрепления новой структуры социума; корильные песни; песни, комментирующие ход ритуала.

## Обережные обряды

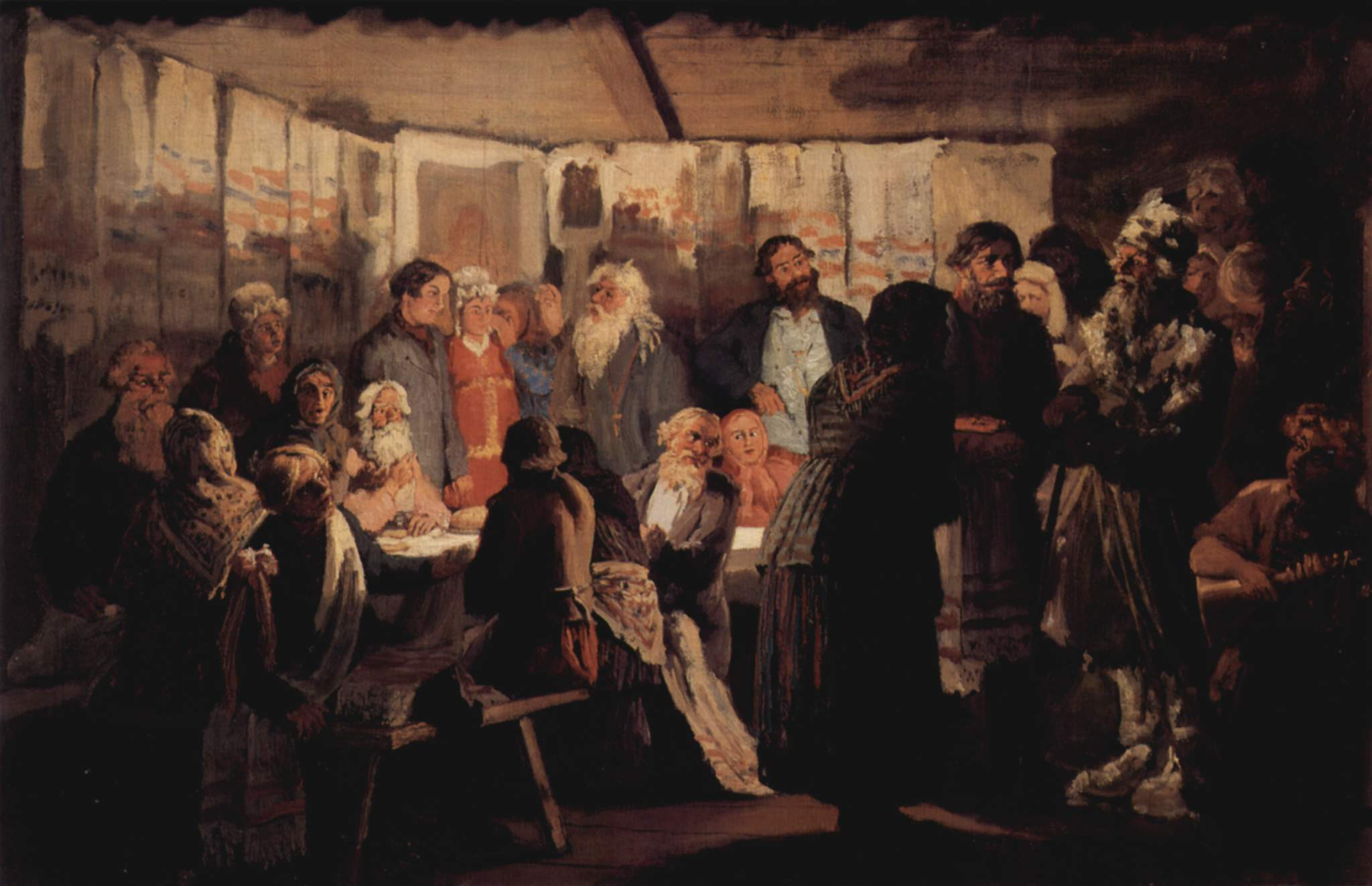
В. М. Максимов, «Приход колдуна на крестьянскую свадьбу», 1875 г.

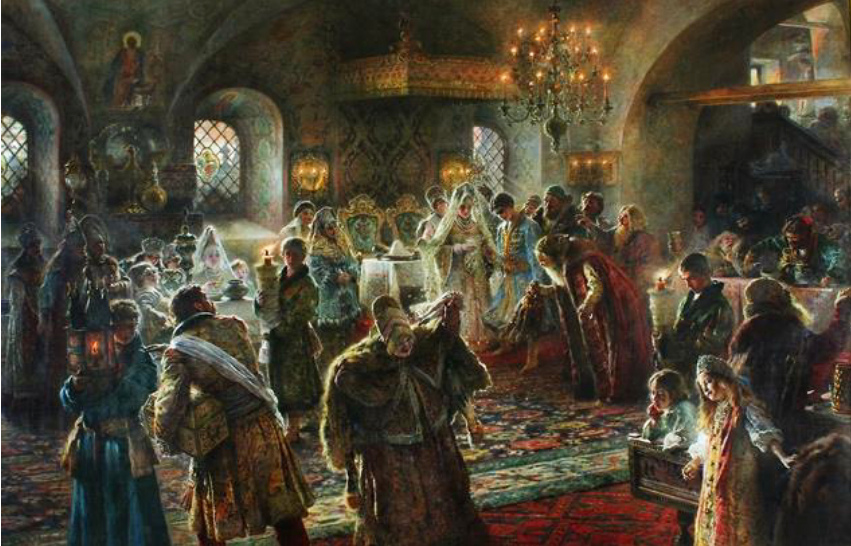
К. Е. Маковский, «Хмелем обсыпают», 1901 г.

- Чтобы обмануть тёмные силы, во время сватовства изменяли путь, ехали окольными дорогами.
- Защитой от нечистой силы считался звон бубенцов, сопровождавший свадебный поезд на всём пути к церкви.
- Чтоб закружить голову нечистику и отправить его куда подальше, молодых обводили вокруг столба или дерева.
- Чтобы домовой принял молодую в новую семью — необходимо было невесту внести в дом на руках, не наступив на порог.
- От порчи и злых духов уберегались с помощью воздержания от произнесения слов и от еды.
- Для многодетности и богатства осыпали молодых зерном или хмелем, сажали на шубу, вывернутую вверх мехом.
- Для укрепления связи молодых друг с другом смешивали вина из стаканов молодых, протягивали нити от дома невесты к дому жениха, связывали руки жениха и невесты платком или рушником.

## Пословицы и поговорки
- Свадьба и смерть — сёстры[31].
- Не страшно жениться, страшно к тому делу приступиться (страшно к попу приступиться)[32].
- Страшно видится: стерпится — слюбится[33].
- Холостому помогай боже, а женатому хозяйка поможет[31].
- Тошно жить без милого, а с немилым тошнее[34].
- Не купи у попа лошади, не бери у вдовы дочери![35]
- Жениться — не напасть, за женой бы не пропасть.

## Современность

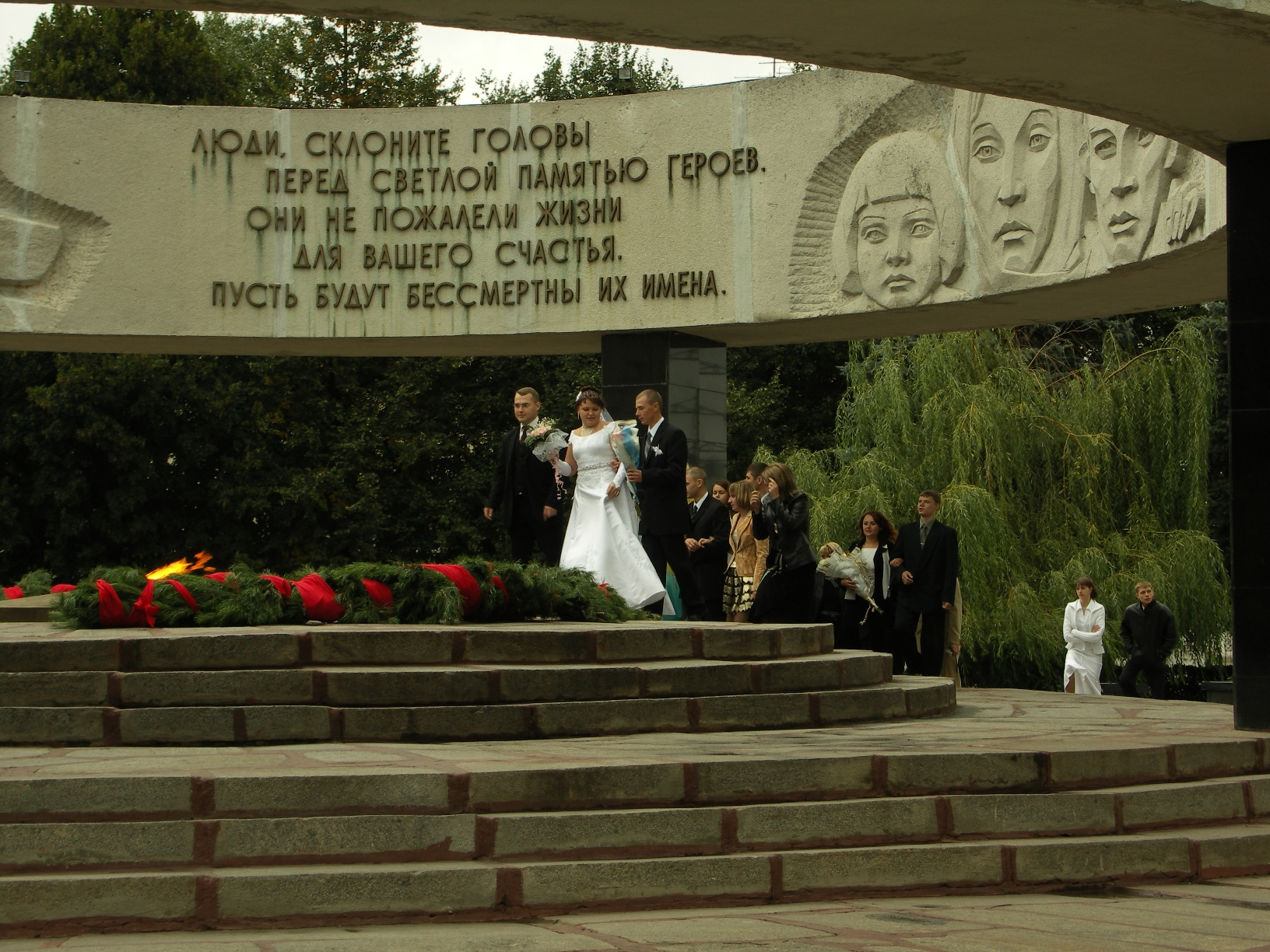
Новобрачные возлагают цветы к мемориалу павшим воинам.

В наши дни отдельные элементы свадебного традиционного обряда (сватовство, выкуп невесты, свадебный пир, подарки молодожёнам) сохраняются в сельской местности, но разыгрывается и воспринимается как свадебное развлечение.
Современные свадьбы регистрируются в ЗАГСе или во Дворце бракосочетаний государственными служащими в зале под торжественную музыку (марш Мендельсона) в собрании приглашённых гостей c выдачей свидетельства. Свадьбе предшествует помолвка, когда желающие вступить в брак объявляют о своём намерении, после чего они считаются женихом и невестой. Ещё ранее мужчина делает своей избраннице «предложение руки и сердца» (просит выйти за него замуж). Практика сватовства к настоящему моменту практически утрачена. Между помолвкой и свадьбой проходит в среднем от 1 до 3 месяцев. К свадьбе готовят кольца, которые надевают во время церемонии бракосочетания. Невеста обыкновенно облачается в белое свадебное платье и фату, жених — в торжественный костюм.
На церемонию принято прибывать на заранее нанятом транспорте, украшенном лентами и воздушными шарами с изображением перекрещенных колец) в сопровождении ближайших гостей. Вереница автомобилей жениха и невесты, а также гостей именуется свадебным кортежем (Свадебный поезд). В машине жениха и невесты также присутствуют, помимо водителя, свидетель (дружка), и свидетельница — помощники со стороны жениха и невесты.
После церемонии регистрации брака жених и невеста считаются молодожёнами (новобрачные, молодые). Они принимают поздравления, пьют шампанское, иногда бьют бокалы «на счастье». При выходе с места церемонии молодожёнам кидают под ноги монеты, рассыпают рис, лепестки цветов или что-то иное, по поверьям, приносящее счастье или придающее крепость союзу молодых в зависимости от национальной принадлежности, в европейских странах и в России молодая жена обычно бросает через плечо, повернувшись к гостям спиной, букет невесты.
После обряда регистрации брака молодожёны устраивают фотосессию для свадебного фотоальбома на фоне достопримечательностей края и к вечеру прибывают в заранее заказанное кафе или ресторан для свадебного ужина (см. Свадебный пир). Во время свадебного ужина молодожёны садятся во главе стола, и застолье сопровождается периодическими возгласами «Горько!», призывающими молодых целоваться. Современная русская свадьба не обходится без свадебного торта.